# Коста Меса (Калифорнија)
Коста Меса (енгл. Costa Mesa) град је у америчкој савезној држави Калифорнија. По попису становништва из 2010. у њему је живело 109.960 становника.

## Географија
Коста Меса се налази на надморској висини од 30 m. Према Бироу за попис становништва Сједињених Америчких Држава, заузима укупну површину од 40,662 km², од чега је копно 40,543 km², а вода 0,119 km².

### Клима
| Клима (Коста Меса)         | Клима (Коста Меса) | Клима (Коста Меса) | Клима (Коста Меса) | Клима (Коста Меса) | Клима (Коста Меса) | Клима (Коста Меса) | Клима (Коста Меса) | Клима (Коста Меса) | Клима (Коста Меса) | Клима (Коста Меса) | Клима (Коста Меса) | Клима (Коста Меса) | Клима (Коста Меса) |
| Показатељ \ Месец          | .Јан.              | .Феб.              | .Мар.              | .Апр.              | .Мај.              | .Јун.              | .Јул.              | .Авг.              | .Сеп.              | .Окт.              | .Нов.              | .Дец.              | .Год.              |
| -------------------------- | ------------------ | ------------------ | ------------------ | ------------------ | ------------------ | ------------------ | ------------------ | ------------------ | ------------------ | ------------------ | ------------------ | ------------------ | ------------------ |
| Средњи максимум, °C (°F)   | 18 (64)            | 18 (64)            | 18 (64)            | 19 (66)            | 26 (79)            | 28 (82)            | 29 (84)            | 32 (90)            | 30 (86)            | 30 (86)            | 20 (68)            | 18 (64)            | 23,8 (74,8)        |
| Средњи минимум, °C (°F)    | 8,9 (48)           | 10 (50)            | 10,6 (51,1)        | 12,2 (54)          | 13,9 (57)          | 15,6 (60,1)        | 17,2 (63)          | 17,8 (64)          | 17,2 (63)          | 15 (59)            | 11,1 (52)          | 8,9 (48)           | 13,3 (55,9)        |
| Количина падавина, mm (in) | 66 (26)            | 64,5 (25,39)       | 57,2 (22,52)       | 17,8 (7,01)        | 4,6 (1,81)         | 2 (0,8)            | 0,5 (0,2)          | 2,3 (0,91)         | 7,6 (2,99)         | 7,1 (2,8)          | 25,9 (10,2)        | 40,4 (15,91)       | 295,9 (116,5)      |
| [ тражи се извор ]         |                    |                    |                    |                    |                    |                    |                    |                    |                    |                    |                    |                    |                    |

## Демографија
Према попису становништва из 2010. у граду је живело 109.960 становника, што је 1.236 (1,1%) становника више него 2000. године.
|                   | 2010.            | 2000.            |
| Укупно            | 109 960 (100,0%) | 108 724 (100,0%) |
| Белци             | 56 993 (51,83%)  | 61 778 (56,82%)  |
| Хиспаноамериканци | 39 403 (35,83%)  | 34 523 (31,75%)  |
| Азијати           | 8 654 (7,870%)   | 7 501 (6,899%)   |
| Остали            | 3 270 (2,974%)   | 3 402 (3,129%)   |
| Афроамериканци    | 1 640 (1,491%)   | 1 520 (1,398%)   |